# Hornické muzeum Příbram
Hornické muzeum Příbram je rozsáhlé muzeum hornictví se skanzenem budov, historickou a geologickou expozicí. Sídlí v Příbrami a její čtvrti Březové Hory, které byly v minulosti mnohokrát významným střediskem důlní činnosti v českých zemích. Jde o největší hornické muzeum v České republice. Založeno bylo v roce 1886.

## Historie

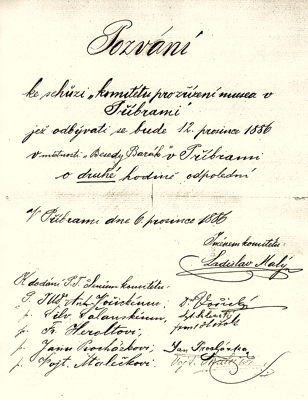
Pozvání ke schůzi "komitétu pro založení musea v Příbrami", která se pod vedením L. Malého konala v prosinci 1886

Hornické muzeum Příbram navazuje na dvě muzeální instituce vzniklé už v 19. století. Už od roku 1852 byla přístupná část sbírek podnikového hornického muzea zdejšího horního závodu, šlo hlavně o sbírky minerálů. Díky řídicímu učiteli Ladislavu Malému bylo 12. prosince 1886 založeno také Krajinské muzeum v Příbrami, v němž se rovněž od počátku uchovávaly památky na zdejší hornickou historii, jak exponáty z moderní doby, tak středověké, a dokonce také archeologické nálezy z keltské doby.
Přestože obě instituce existovaly paralelně dlouhá desetiletí, zásadní změnu přinesla do historie muzea až myšlenka vedoucího hornického oddělení Národního technického muzea Jiřího Majera, aby byly hlavní báňské stavby v Příbrami zachovány i po ukončení jejich provozu pro vzniklé hornické muzeum. Podle těchto plánů převzalo technické muzeum sbírky podnikového hornického muzea a získalo v roce 1957 úřednický objekt u Ševčinské šachty (nynější mineralogická expozice) jako sídlo své hornické pobočky.
V roce 1963 bylo nově založené muzeum začleněno do Okresního muzea v Příbrami, které bylo přímým pokračovatelem někdejšího Krajinského muzea.
Diskuse v 70. letech 20. století vedla k určení vybraných objektů, které by měly patřit v budoucnu Hornickému muzeu, z plánovaných převodů ale byla uskutečněna jen část. Muzeum na konci 70. let získává cáchovnu Ševčinského dolu, kde buduje historickou expozici, hornickou chalupu a později i vlastní šachetní budovu Ševčinského dolu. Další dva areály plánované k zařazení do muzea (doly Vojtěch a Anna) ale chátrají, je stržena těžní věž dolu Anna a na dole Vojtěch se bourá památkově chráněná kotelna.
Až v první polovině 90. let se plány naplňují. Ševčinský a Anenský důl procházejí rekonstrukcí, důl Anna i s parním těžním strojem z roku 1914 přechází do péče muzea. Důl Vojtěch s parním strojem z roku 1889 kupuje muzeum od původních majitelů, kteří získali areál zpět v restituci; veřejnosti je zpřístupněn po rekonstrukci v roce 2000. Nově se realizuje venkovní expozice důlní techniky z 2. poloviny 20. století i replik středověkých důlních mechanismů.
Od r. 1998 je pro muzejní účely využívána Prokopská štola, v níž je zprovozněn důlní vláček. Muzeum se vrací k pojmenování Hornické muzeum Příbram a je příspěvkovou organizací Středočeského kraje.
Od konce 90. let disponuje muzeum také několika objekty mimo Příbram, které nespadají do hornického záběru jeho činnosti. Z iniciativy prezidenta Václava Havla a podle vládního usnesení vybudovalo muzeum také Památník Vojna na místě někdejšího komunistického tábora nucených prací, který byl zprovozněn v květnu 2005.

## Expozice
Podle počtu stálých expozic je Hornické muzeum Příbram největším muzeem v Česku.

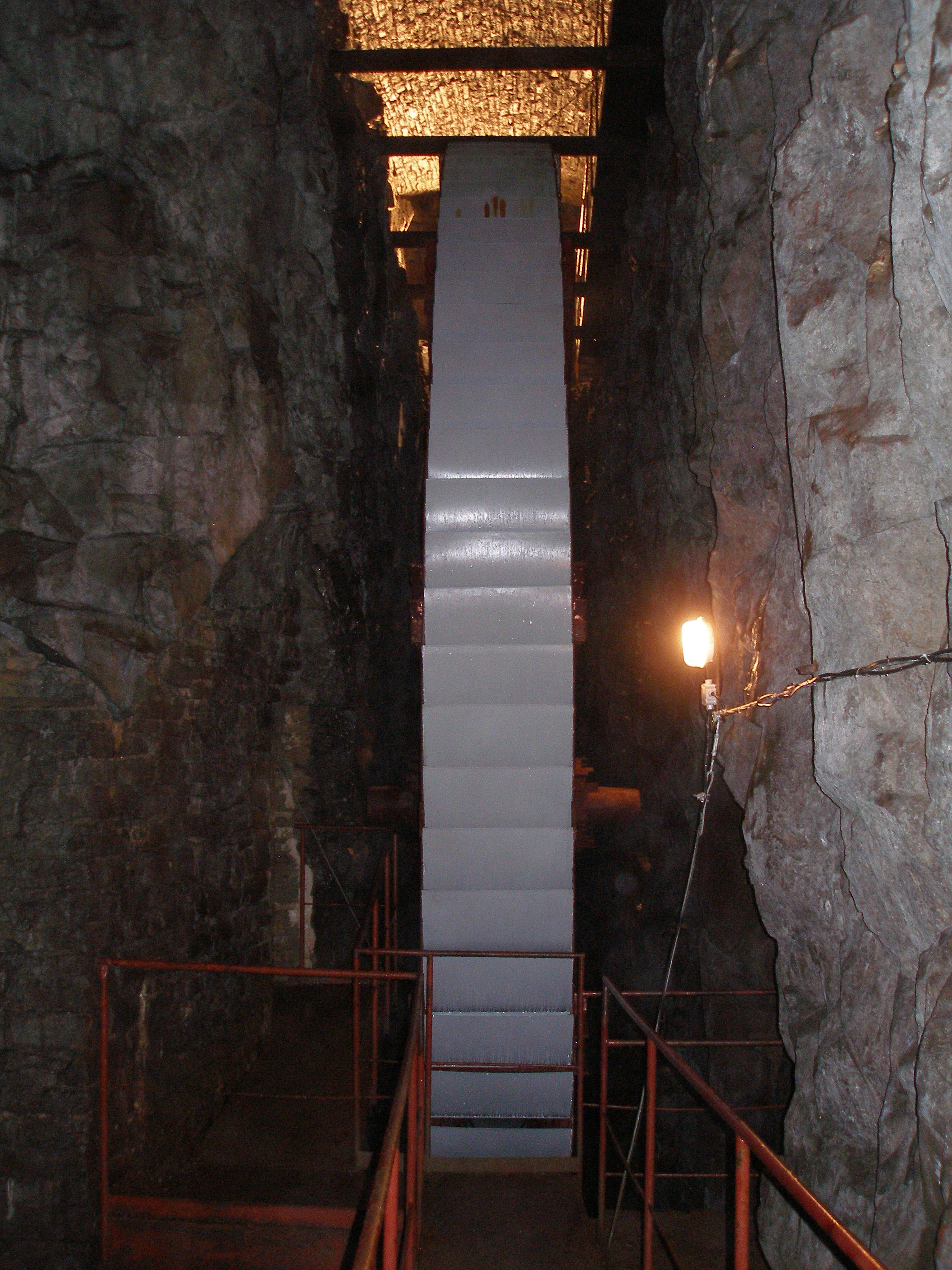
Vrchní část vodního kola v podzemí dolu Drkolnov

Na území Příbrami jsou jeho součástí následující objekty:
- Ševčinský důl

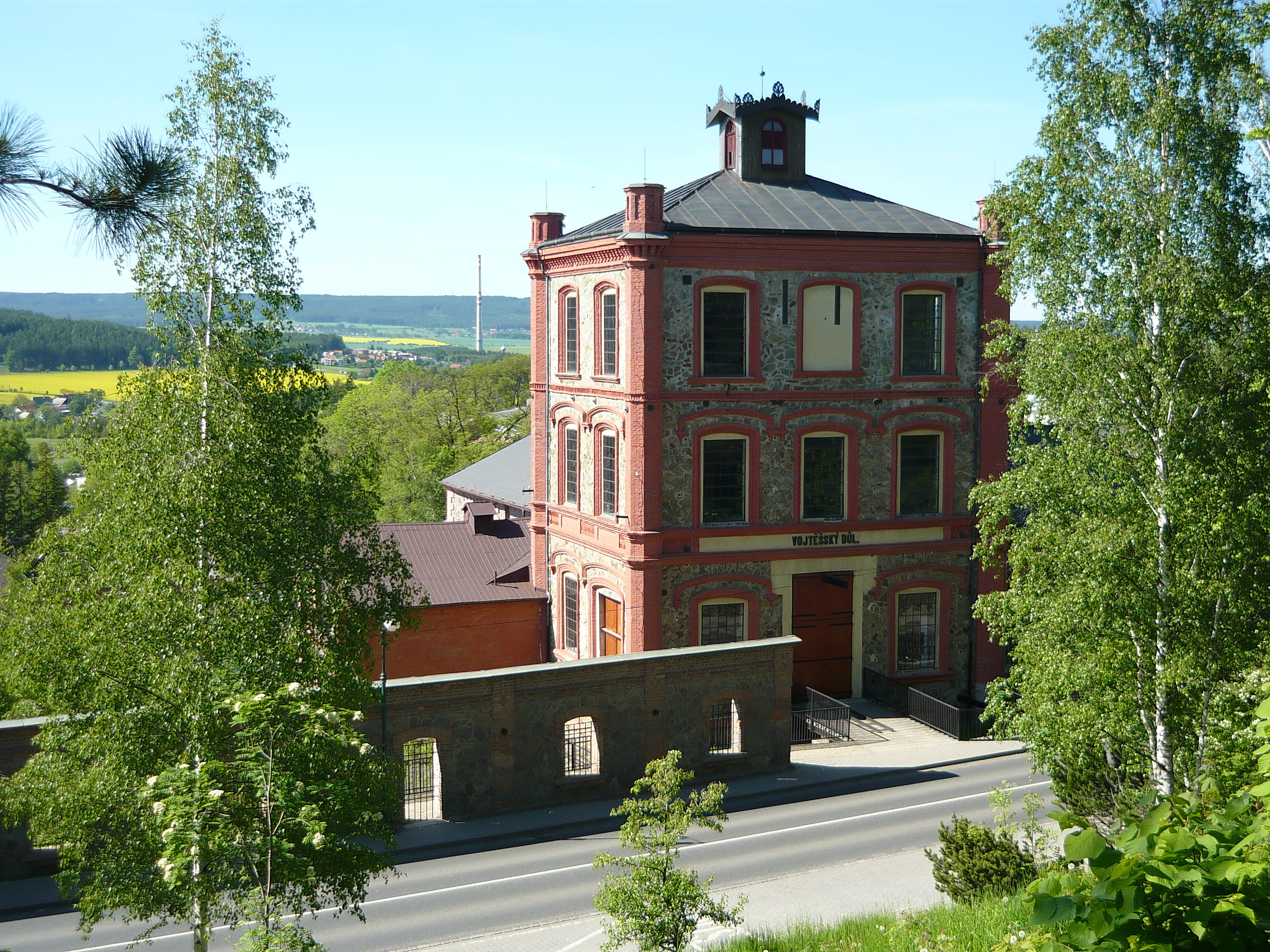
Důl Vojtěch, jeden z objektů Hornického muzea v Příbrami

  - Strojovna (důlní kompresor), těžní věž
  - Budova sýpů - expozice, výstavní síň
  - Cáchovna - historická expozice
  - Rekonstrukce důlního žentouru, kopie středověkého rumpálu a havířské zvoničky
  - Expozice důlní techniky 2. poloviny 20. století
- Mineralogická expozice
- Hornická chalupa ze 17. století
- Důl Vojtěch
  - Parní těžní stroj Breitfed-Daněk z r. 1889
  - Výstava připomínající dosažení hloubky 1000 m v roce 1875
  - Mariánská štola
  - Věž
- Důl Anna
  - Parní těžní stroj z r. 1914
  - Prokopská štola - jízda důlním vláčkem
  - Vodní štola Anna z 16.-18. století
- Vodní kolo v podzemí dolu Drkolnov z 19. století, průměr 12,4 metru

Kromě hornického skanzenu v Březových Horách jsou součástí příbramského muzea ještě další muzejní objekty a areály:
- Památník Vojna Lešetice - vězeňský areál, využívaný jako komunistický tábor nucené práce v 50. letech 20. století.
- Skanzen Vysoký Chlumec - památky venkovské architektury
- Muzeum Špýchar Prostřední Lhota - národopis Středních Čech
- Muzeum zlata Nový Knín

## Publikační a vědecká činnost
Muzeum vydává ve spolupráci se Státním okresním archivem vlastivědný sborník Podbrdsko a různé příležitostné publikace. Stojí také v čele pořádání pravidelných sympózií Hornická Příbram ve vědě a technice.

## Ocenění
Muzeum vyhrálo I. ročník národní soutěže muzeí České republiky Gloria musaealis 2002. Ocenění si vysloužilo za projekt záchrany a využití dolu Vojtěch a anenské vodní štoly.
Za záchranu a zpřístupnění technických památek bylo muzeum také oceněno stříbrnou medailí na 20. setkání hornických měst Evropy ve Freibergu - na Freiberger Bergstadtfestu.